# Montcenis
Montcenis település Franciaországban, Saône-et-Loire megyében. Lakosainak száma 1864 fő (2022. január 1.). Montcenis Marmagne, Les Bizots, Charmoy, Le Creusot és Torcy községekkel határos.

## Népesség
A település népességének változása:
| Lakosok száma | 2195 | 2182 | 2249 | 2095 | 2009 | 1924 | 1905 | 1884 | 1864 |
|               | 2013 | 2015 | 2016 | 2017 | 2018 | 2019 | 2020 | 2021 | 2022 |